# Crambus mongolicus
Crambus mongolicus là một loài bướm đêm trong họ Crambidae.